# Championnats d'Amérique du Sud d'athlétisme espoirs 2016
Navigation
Édition précédente Édition suivante
Les Championnats d'Amérique du Sud espoirs 2016 sont la 7e édition de cette compétition biennale pour des athlètes de moins de 23 ans. Elle se déroule à Lima du 23 au 25 septembre 2016 au stade de la Villa Deportiva Nacional.

## Résultats

### Messieurs
| Épreuves                      | Or                                                                             | Or                 | Argent                                                         | Argent             | Bronze                                                            | Bronze             |
| ----------------------------- | ------------------------------------------------------------------------------ | ------------------ | -------------------------------------------------------------- | ------------------ | ----------------------------------------------------------------- | ------------------ |
| 100 m (vent :- 1.4 m/s)       | Rodrigo do Nascimento (BRA)                                                    | 10 s 21 (CR)       | Jhonny Rentería (COL)                                          | 10 s 41            | Ricardo de Souza (BRA)                                            | 10 s 47            |
| 200 m (vent :+ 0.0 m/s)       | Rodrigo do Nascimento (BRA)                                                    | 21 s 20            | Fredy Maidana (PAR)                                            | 21 s 36            | Gabriel Oliveira (BRA)                                            | 21 s 42            |
| 400 m                         | Alexander Russo (BRA)                                                          | 47 s 07            | Sergio Aldea (CHI)                                             | 47 s 74            | Josué Congo (ECU)                                                 | 48 s 09            |
| 800 m                         | Leandro Paris (ARG)                                                            | 1 min 48 s 31      | Yelssin Robledo (COL)                                          | 1 min 48 s 85      | Cristhian Castro (PER)                                            | 1 min 51 s 88      |
| 1500 m                        | Vicente Loza (ECU)                                                             | 3 min 56 s 37      | Carlos Maturana (CHI)                                          | 3 min 56 s 66      | Wellerson Falcao (BRA)                                            | 3 min 56 s 84      |
| 5000 m                        | Daniel Ferreira (BRA)                                                          | 14 min 27 s 78     | Walter Ñaupa (PER)                                             | 14 min 28 s 06     | Yuri Labra (PER)                                                  | 14 min 29 s 81     |
| 10.000 m                      | Jhordan Ccope (PER)                                                            | 30 min 1 s 18      | Mauricio Díaz (PER)                                            | 30 min 1 s 58      | Vidal Basco (BOL)                                                 | 30 min 5 s 63      |
| 110 m haies (vent :+ 0,4 m/s) | Gabriel Oliveira (BRA)                                                         | 14 s 10            | Juan Moreno (COL)                                              | 14 s 10            | Mauricio Garrido (PER)                                            | 14 s 45            |
| 400 m haies                   | Marcio Soares (BRA)                                                            | 52 s 31            | Stevan Medina (ECU)                                            | 52 s 98            | Diego Courbis (CHI)                                               | 53 s 51            |
| 3 000 m steeple               | Daniel Ferreira (BRA)                                                          | 9 min 5 s 40       | Walter Ñaupa (PER)                                             | 9 min 13 s 84      | Gerson Montes (ECU)                                               | 9 min 21 s 95      |
| 4 × 100 m                     | Brésil Derick de Souza Rodrigo do Nascimento Gabriel Oliveira Ricardo de Souza | 39 s 86            | Colombie Juan Moreno Delvi Díaz Jhonny Alexander Raúl Hernan   | 40 s 70            | Argentine Juan Ulián Leonel Carrizo Daniel Londero Gastón Sayago  | 41 s 74            |
| 4 × 400 m                     | Brésil Rodrigo do Nascimento Marcio Soares Rafael Francisco Alexander Russo    | 3 min 13 s 73      | Équateur Jean Jacome Carlos Peraza Steeven Medina Piero Corozo | 3 min 17 s 23      | Argentine Leonel Carrizo Sergio Pandiani Juan Ulián Leandro Paris | 3 min 17 s 91      |
| 20 km marche                  | Iván Garrido (COL)                                                             | 1 h 24 min 41 s 22 | Kenny Martín Pérez (COL)                                       | 1 h 25 min 18 s 00 | Paolo Yurivilca (PER)                                             | 1 h 25 min 18 s 13 |
| Hauteur                       | Fernando Carvalho (BRA)                                                        | 2,20 m             | Daniel Córtez (COL)                                            | 2,17 m             | Jaime Escobar (PAN)                                               | 2,00 m             |
| Perche                        | José Pacho (ECU)                                                               | 5,10 m             | Bruno Spinelli (BRA)                                           | 5,00 m             | Josué Gutiérrez (PER)                                             | 4,90 m             |
| Longueur                      | Higor Silva (BRA)                                                              | 7,80 m             | Raúl Mena (COL)                                                | 7,61 m             | Eduardo Landaeta (ECU)                                            | 7,39 m             |
| Triple saut                   | Álvaro Cortez (CHI)                                                            | 15,91 m            | Randy Hood (CHI)                                               | 15,75 m            | Matheus Adao (BRA)                                                | 15,54 m            |
| Poids                         | Willian Venâncio (BRA)                                                         | 18,99 m            | Daniel Castillo (CHI)                                          | 16,40 m            | Sebastián Lazen (CHI)                                             | 16,39 m            |
| Disque                        | Mauricio Ortega (COL)                                                          | 57.60 m            | Douglas dos Reis (BRA)                                         | 52.76 m            | Eduardo Quintero (ECU)                                            | 52.76 m            |
| Marteau                       | Humberto Mansilla (CHI)                                                        | 72,67 m CR, NR     | Joaquín Gómez (ARG)                                            | 71.56 m            | Gabriel Kehr (CHI)                                                | 69.80 m            |
| Javelot                       | Francisco Muse (CHI)                                                           | 71,84 m            | Larson Martínez (PAR)                                          | 70.89 m            | Pedro do Prado (BRA)                                              | 69.42 m            |
| Décathlon                     | Andy Preciado (ECU)                                                            | 7 162 pts          | Alex Aparecido Soares (BRA)                                    | 7079 pts           | Sergio Pandiani (ARG)                                             | 6968 pts           |

### Dames
| Épreuves                        | Or                                                                          | Or                      | Argent                                                                            | Argent                  | Bronze                                                                  | Bronze                  |
| ------------------------------- | --------------------------------------------------------------------------- | ----------------------- | --------------------------------------------------------------------------------- | ----------------------- | ----------------------------------------------------------------------- | ----------------------- |
| 100 mètres (vent:0.0 m/s)       | Evelyn Rivera (COL)                                                         | 11.74                   | Khaterine Chillambo (ECU)                                                         | 12.012                  | Javiera Cañas (CHI)                                                     | 12.018                  |
| 200 mètres (vent:0.0 m/s)       | Vitória Cristina Rosa (BRA)                                                 | 23.95                   | Evelyn Rivera (COL)                                                               | 24.01                   | Romina Cifuentes (ECU)                                                  | 24.50                   |
| 400 mètres                      | Astrid Balanta (COL)                                                        | 54.45                   | Eliana Chávez (COL)                                                               | 54.48                   | Tania Caicedo (ECU)                                                     | 56.08                   |
| 800 mètres                      | Pía Fernández (URU)                                                         | 2:08.83                 | Johanna Arrieta (COL)                                                             | 2:09.76                 | Johanna Castro (CHI)                                                    | 2:12.45                 |
| 1500 mètres                     | Pía Fernández (URU)                                                         | 4:24.51                 | Zulema Arenas (PER)                                                               | 4:25.46                 | Carmen Toquaiza (ECU)                                                   | 4:26.87                 |
| 5000 mètres                     | Saida Meneses (PER)                                                         | 16:34.66 CR             | Irma Vila (BOL)                                                                   | 16:44.87                | Carmen Toquaiza (ECU)                                                   | 16:47.34                |
| 10.000 mètres                   | Jesica Paguay (ECU)                                                         | 35:10.63 CR             | Saida Ramos (PER)                                                                 | 35:52.81                | Sunilda Lozano (PER)                                                    | 36:10.55                |
| 100 mètres haies (vent:0.0 m/s) | Diana Bazalar (PER)                                                         | 13.52 CR                | Maribel Caicedo (ECU)                                                             | 13.85                   | Natalia Pinzón (COL)                                                    | 14.01                   |
| 400 mètres haies                | Melissa González (COL)                                                      | 59.26                   | Dandaduea da Silva (BRA)                                                          | 1:01.11                 | Virginia Villalba (ECU)                                                 | 1:01.58                 |
| 3000 mètres steeple             | Belén Casetta (ARG)                                                         | 10:05.30 CR             | Zulema Arenas (PER)                                                               | 10:05.43                | Rina Cjuro (PER)                                                        | 10:26.51                |
| Relais 4 × 100 m                | Équateur Marina Poroso Romina Cifuentes Katherine Chillambo Maribel Caicedo | 45.13                   | Brésil Vitória Cristina Rosa Tamiris de Liz Mariana Ferreira Evelyn de Paula      | 45.74                   | Pérou Jimena Copara Diana Bazalar Mariana Macarachvili Gabriela Delgado | 47.72                   |
| Relais 4 × 400 m                | Colombie Melissa González Evelyn Rivera Natalia Pinzón Astrid Balanta       | 3:42.19                 | Brésil Daysiellen Dias Tiffani Beatriz da Silva Karina da Rosa Dandadeua da Silva | 3:47.14                 | Équateur Virginia Villalba Deyanira Ortiz Coraima Cortez Tania Caicedo  | 3:51.55                 |
| 20 km marche                    | Sara Pulido (COL)                                                           | 1:39:14.27              | Leyde Guerra (PER)                                                                | 1:40:29.49              | Odeth Huanca (BOL)                                                      | 1:41:18.28              |
| Saut en hauteur                 | Lorena Aires (URU)                                                          | 1.76 m                  | Julia Cristina Silva (BRA)                                                        | 1.76 m                  | María Fernanda Murillo (COL)                                            | 1.76 m                  |
| Saut à la perche                | Juliana Campos (BRA)                                                        | 3.90 m                  | Noelina Mandarieta (ARG) Ana Quiñonez (ECU)                                       | 3.80 m                  | Non attribué                                                            |                         |
| Saut en longueur                | Claudine Paola de Jesus (BRA)                                               | 5.95 m (vent:+0.4 m/s)  | Macarena Borie (CHI)                                                              | 5.69 m (vent:+0.4 m/s)  | Alejandra Arévalo (PER)                                                 | 5.60 m (vent:+0.4 m/s)  |
| Triple sauts                    | Claudine Paola de Jesus (BRA)                                               | 13.12 m (vent:+1.1 m/s) | Adriana Chila (ECU)                                                               | 13.09 m (vent:+1.2 m/s) | Valeria Quispe (BOL)                                                    | 12.74 m (vent:+1.0 m/s) |
| Lancé de poids                  | Izabela da Silva (BRA)                                                      | 16.25 m                 | Yerlín Mesa (COL)                                                                 | 15.13 m                 | Grace Conley (BOL)                                                      | 14.87 m                 |
| Lancer de disque                | Izabela da Silva (BRA)                                                      | 53.04 m                 | Ailen Armada (ARG)                                                                | 51.24 m                 | Lara Capurro (ARG)                                                      | 46.27 m                 |
| Lancer de marteau               | Mayra Gaviria (COL)                                                         | 61.55 m                 | Paola Miranda (PAR)                                                               | 59.54 m                 | Ana Bayer (BRA)                                                         | 56.39 m                 |
| Lancer de javelot               | Edivania Araújo (BRA)                                                       | 55.94 m                 | Laura Aredes (PAR)                                                                | 50.91 m                 | Valentina Salazar (CHI)                                                 | 49.23 m                 |
| Heptathlon                      | Fiorella Chiappe (ARG)                                                      | 5149 pts                | Martina Corra (ARG)                                                               | 5042 pts                | Karen Lopes (BRA)                                                       | 5009 pts                |